# Wolf von Ansbach
Der Wolf von Ansbach (auch Werwolf von Ansbach) war ein angeblich menschenfressender Wolf, der um 1685 eine unbekannte Anzahl von Menschen „zu Neuses bey Eschenbach“ im Markgrafentum Ansbach („Onolzbach“) angegriffen haben soll.

## Geschichte

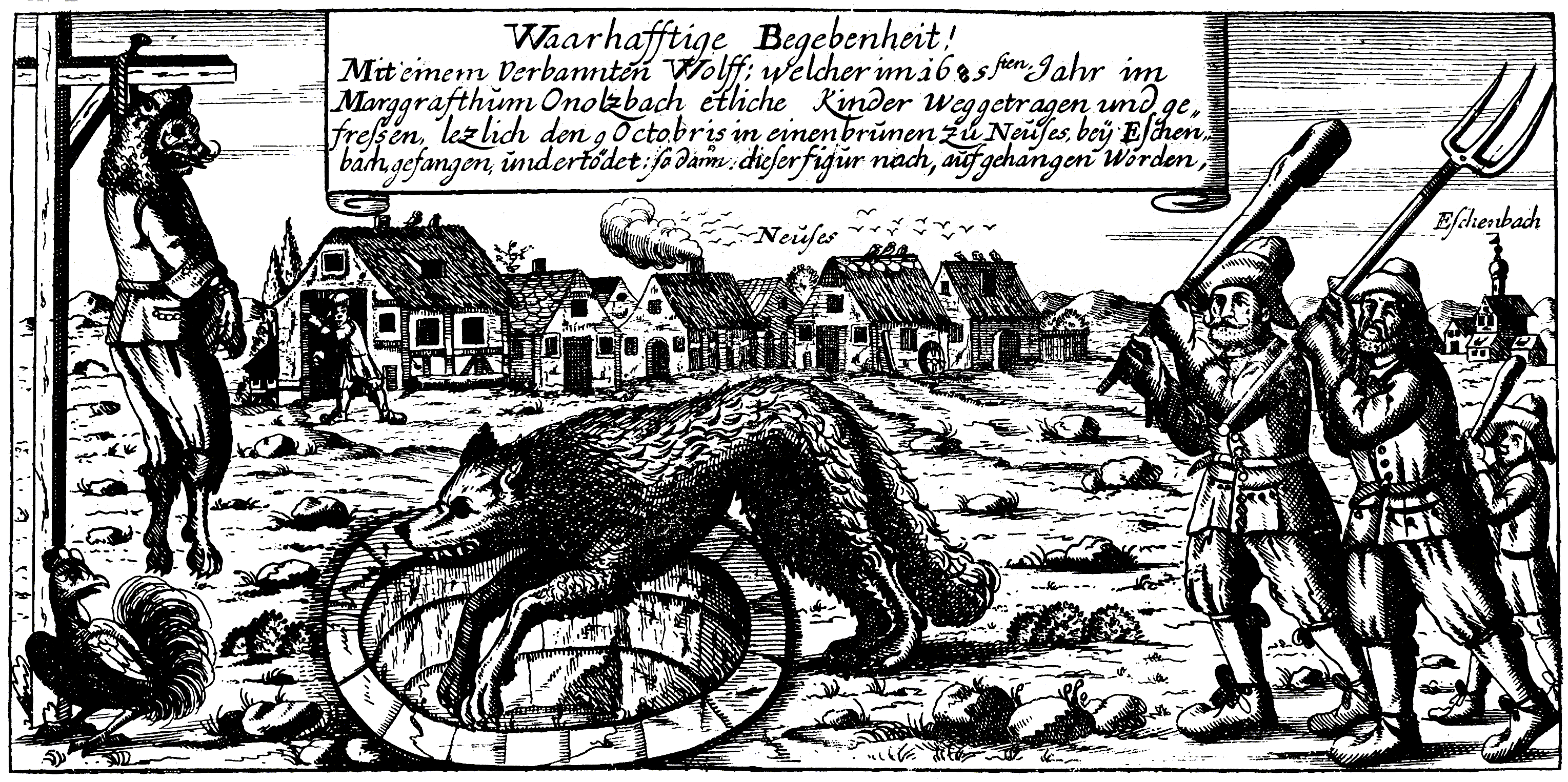
Bauern jagen und töten den Wolf „zu Neuses bey Eschenbach“ (zeitgenössisches Flugblatt)

Wahrscheinlich aus Mangel an Wild begann der Wolf Menschen anzugreifen. Innerhalb eines Vierteljahres wurden zwei oder drei Kinder getötet. Einige der Bürger des Markgrafentums Ansbach glaubten, dass der verstorbene betrügerische Pfleger Michael Leicht zur Strafe in einen Wolf verwandelt worden sei. Es wurde erzählt, er habe bei seinem eigenen Begräbnis zugesehen und würde nachts als Werwolf in ein weißes Tuch gehüllt erscheinen. Die Bürger waren überzeugt, dass dieses Tier vom Teufel besessen sei.

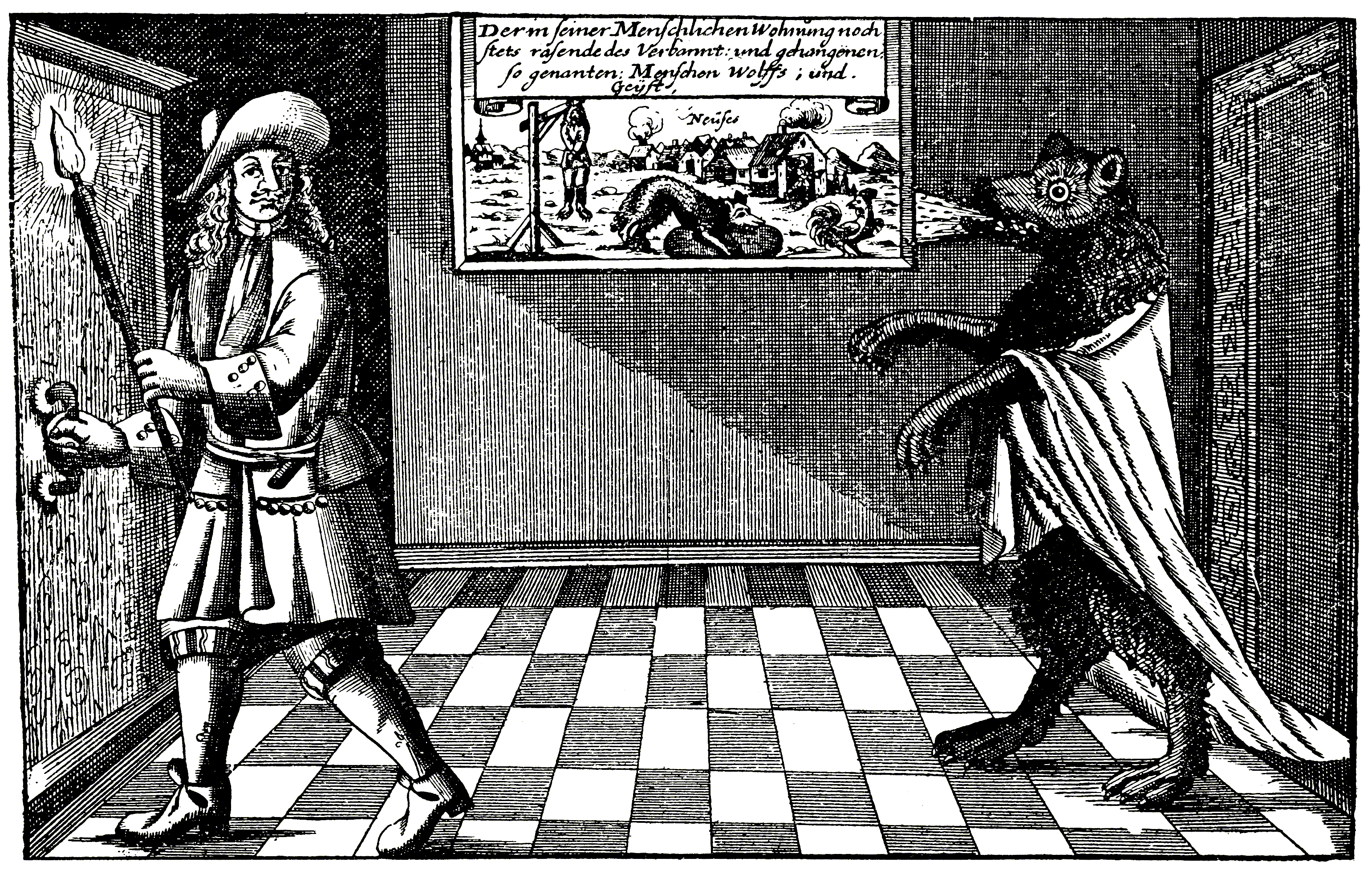
Michael Leicht soll noch als Werwolf seine alte Wohnung aufgesucht haben (zeitgenössisches Flugblatt)

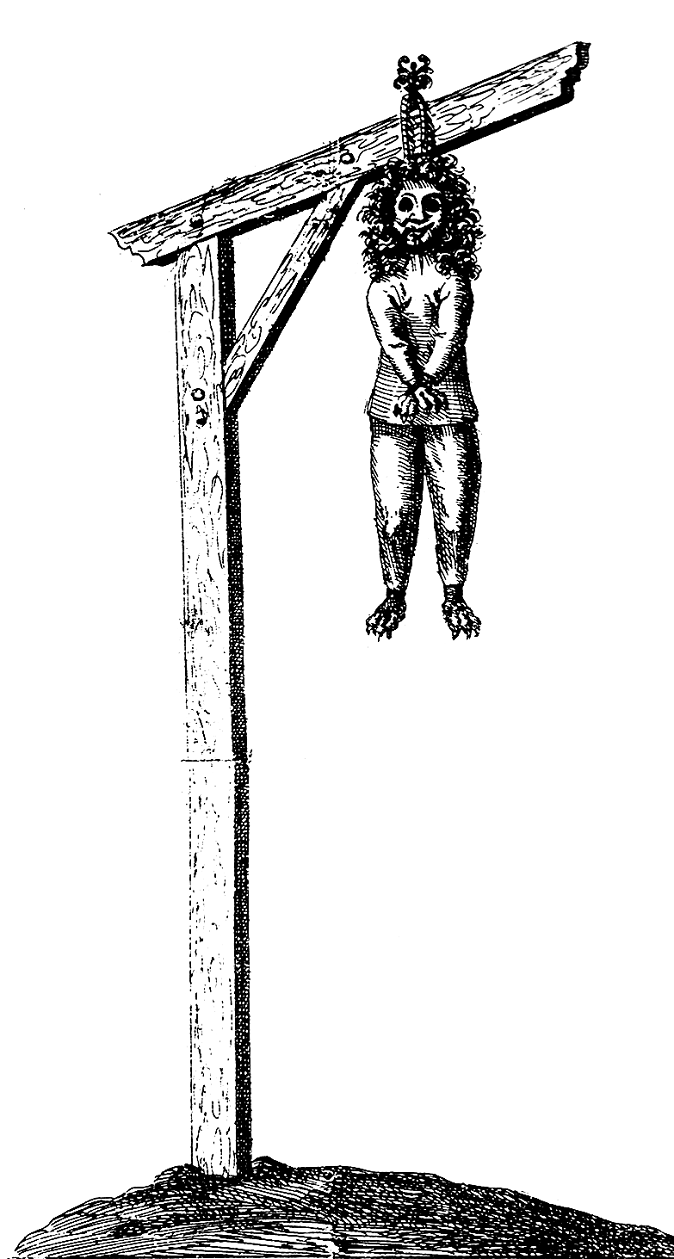
Maskiert, bekleidet, gehenkt: Wolf von Ansbach

Der Wolf fiel bei der Verfolgung eines Huhns in eine Wolfsgrube, einen mit Reisig überdeckten Brunnen und wurde dort von den Bürgern getötet. Nach der Zurschaustellung des Kadavers wurde dem Wolf das Fell abgezogen. Der Körper wurde mit einem Gesicht aus Pappe versehen, mit Perücke und Umhang verkleidet und an einen eigens errichteten Galgen am Nürnberger Berg in der Nähe von Ansbach aufgehängt.
Über den Wolf wurden damals auch Gedichte verfasst, die Aufschluss über den Wolf und die ihm vorgeworfenen Taten geben:
Ich Wolf, ein grimmig Thier und Fresser vieler Kinder, / Die ich weit mehr geacht’, als fette Schaf’ und Rinder, / Ein Hahn, der bracht’ mich um, ein Bronnen war mein Tod; / Nun häng’ am Galgen ich, zu aller Leute Spott. / Als Geist und Wolf zugleich thät ich die Menschen plagen, / Wie recht geschiehet mir, daß jetzt die Leute sagen: / Ha! du verfluchter Geist bist in den Wolf gefahren, / Hängst nun am Galgen hier geziert mit Menschenhaaren. / Dieß ist der rechte Lohn und wohlverdiente Gab’, / So du verdienet hast, der Galgen ist dein Grab. / Hab’ dieses Trankgeld dir, weil du fraßt Menschenkinder, / Wie ein wuthgrimmig Thier und rechter Menschenschinder &c.